# Corydalis cytisiflora
Corydalis cytisiflora là một loài thực vật có hoa trong họ Anh túc. Loài này được (Fedde) Lidén ex C.Y.Wu, H.Chuang & Z.Y.Su mô tả khoa học đầu tiên năm 1999.